# Le Crozet
Le Crozet là một xã trong tỉnh Loire miền trung nước Pháp.